# Mertensophryne lonnbergi
Espèce
Synonymes
- Bufo lonnbergi Andersson, 1911

Statut de conservation UICN

 VU  : Vulnérable
Mertensophryne lonnbergi est une espèce d'amphibiens de la famille des Bufonidae.

## Répartition
Cette espèce est endémique des hauts plateaux du Kenya. Elle se rencontre au-dessus de 1 800 m d'altitude des deux côtés de la vallée du Grand Rift, sur le mont Kenya et dans les environs de Limuru.

## Taxinomie
En 1997, Poynton a relevé de leurs synonymies Bufo nairobiensis et Bufo mocquardi d'avec Bufo lonnbergi. Channing et Howell en 2006 les traitent comme trois espèces à part entière. Tandy considère qu'à la fois Mertensophryne mocquardi et Mertensophryne nairobiensis sont des synonymes de Mertensophryne lonnbergi.

## Étymologie
Cette espèce est nommée en l'honneur d'Einar Lönnberg.

## Publication originale
- Andersson, 1911 : Reptiles, batrachians and fishes collected by the Swedish Zoological Expedition to British East Africa, 1911. Kongliga Svenska Vetenskaps-Akademiens Handlingar, vol. 47, no 6, p. 25-36 (texte intégral).